# Nymphenbrunnen auf dem Neustädter Markt

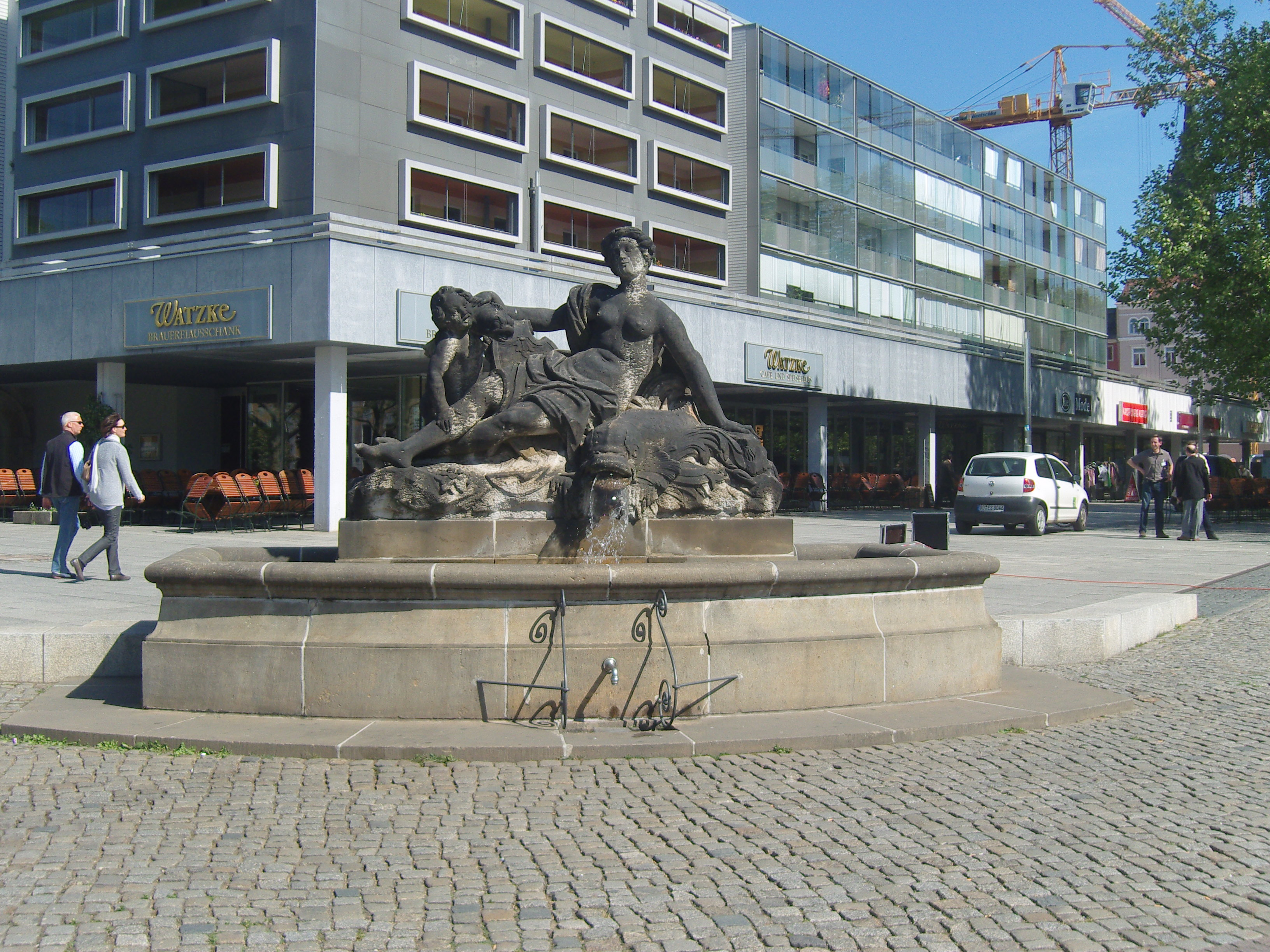
Westlicher Brunnen 2011

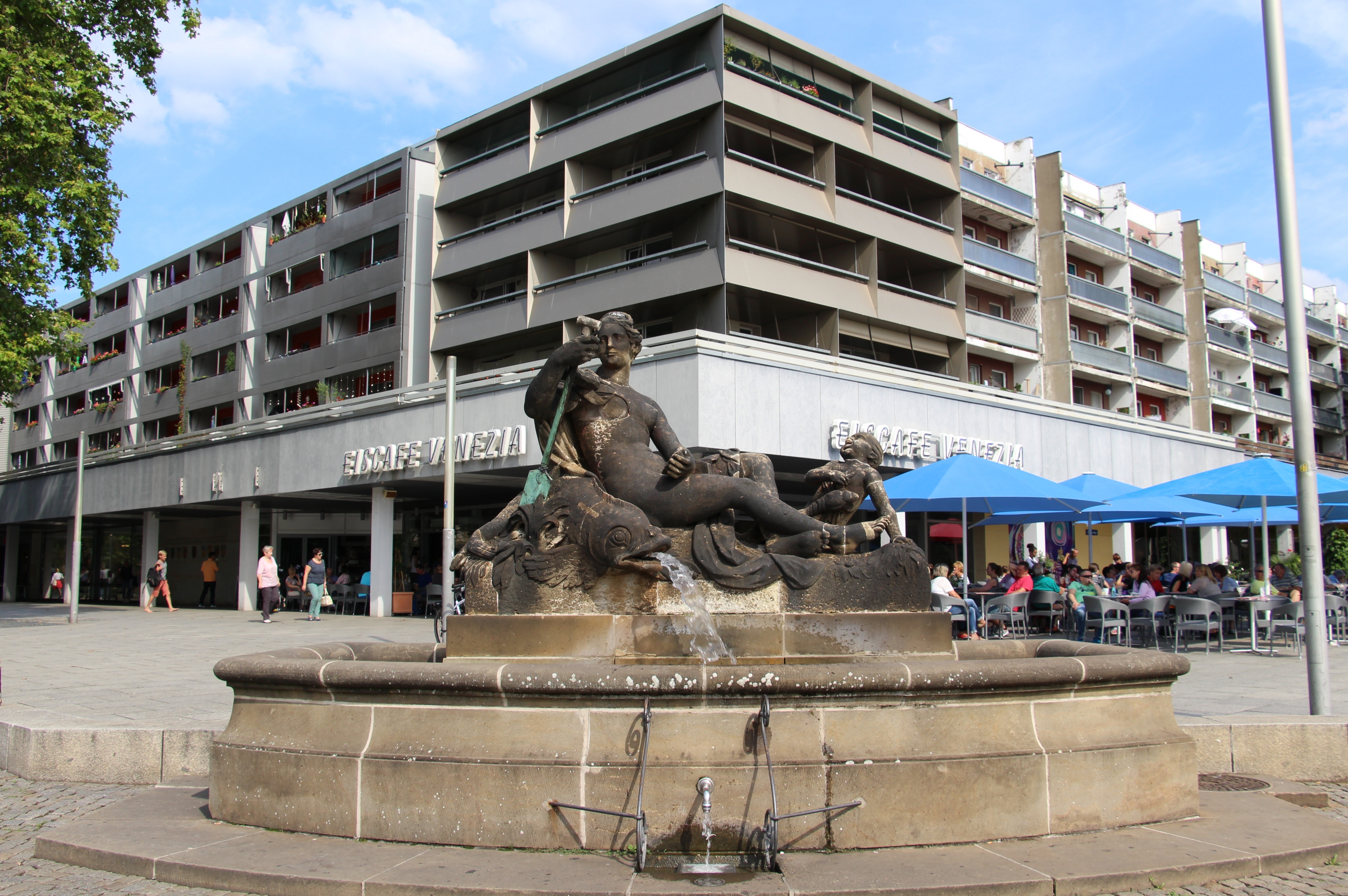
Östlicher Brunnen 2015

Die zwei Nymphenbrunnen auf dem Neustädter Markt in Dresden wurden zwischen 1738 und 1742 von Johann Benjamin Thomae geschaffen. Zusammen mit der Sachgesamtheit Neustädter Markt und Hauptstraße stehen die Brunnen unter Denkmalschutz.

## Geschichte
Diese Brunnen standen ursprünglich an den Ecken des 1750 abgerissenen Neustädter Gewandhauses und des 1755 abgerissenen Alten Neustädter Rathauses. Das Wasser dafür kam aus der Dresdner Heide, die Leitung endete in unmittelbar benachbarten Wasserhäuschen. Eine erste Sanierung der Brunnen erfolgte 1829 durch den Hofbildhauer Franz Pettrich. 1903 standen die Brunnen trocken.

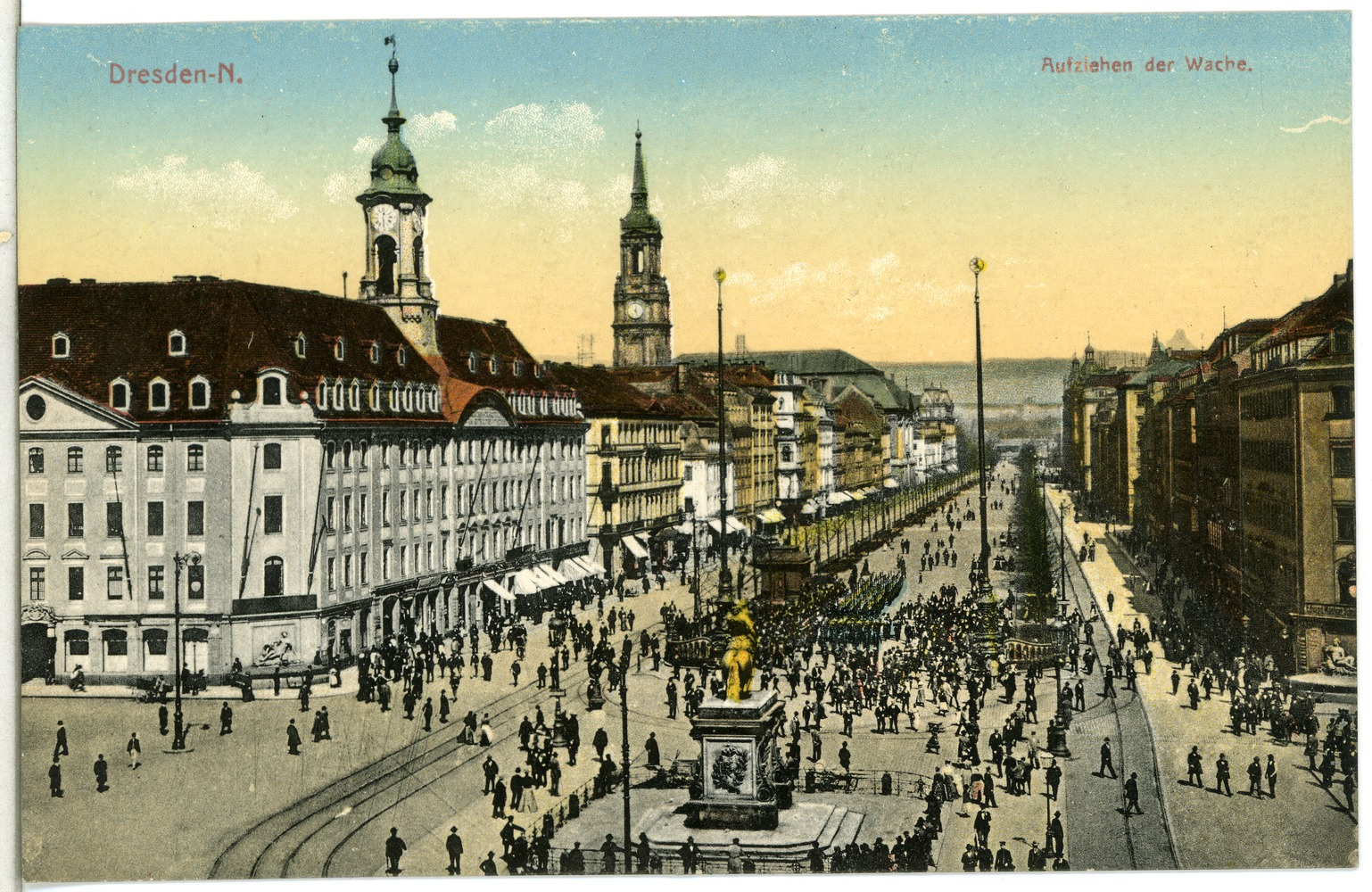
Die Brunnen 1912 (links und ganz rechts) vor der Versetzung

Berichten aus dem Jahr 1920 zufolge waren beide Brunnen „durch Witterungseinflüsse und durch Gewehrschüsse anlaßlich eines Aufruhrs“ beschädigt worden. Fehlstellen wurden mit Zement aufgefüllt und die Brunnen erhielten einen neuen Anstrich mit Ölfarbe. Da der Sandstein durch den Anstrich nicht mehr atmen konnte, zersetzte er sich über die Jahre. Das zeigte sich bei einer Farbentfernung beziehungsweise beim Ablaugen. Paul Polte erhielt 1938 den Auftrag, Kopien der Figuren aus Kirchleither Sandstein anzufertigen. Georg Wrba schlug eine komplette Erneuerung der Brunnen vor, die aber an den veranschlagten Kosten in Höhe von 22.300 RM (entspricht heute etwa 117.000 EUR) scheiterte.
Bei den Luftangriffen auf Dresden 1945 trugen beide Brunnen starke Beschädigungen davon. 1957 konnte Bildhauer Werner Hempel die Brunnen erneuern.
1974 erfolgte der Abbau beider Brunnen mit Lagerung am Neustädter Elbufer an der Augustusbrücke, um Baufreiheit für die Neugestaltung des Neustädter Marktes zu erreichen. Die „Konzeption künstlerischer Umgestaltung für das Bebauungsgebiet Dresden – Innere Neustadt“ legte fest: „Die Brunnen werden unter Beibehaltung der diagonalen Stellung zum ‚Goldenen Reiter‘ frei ohne Rückwand in die Platzgestaltung einbezogen.“

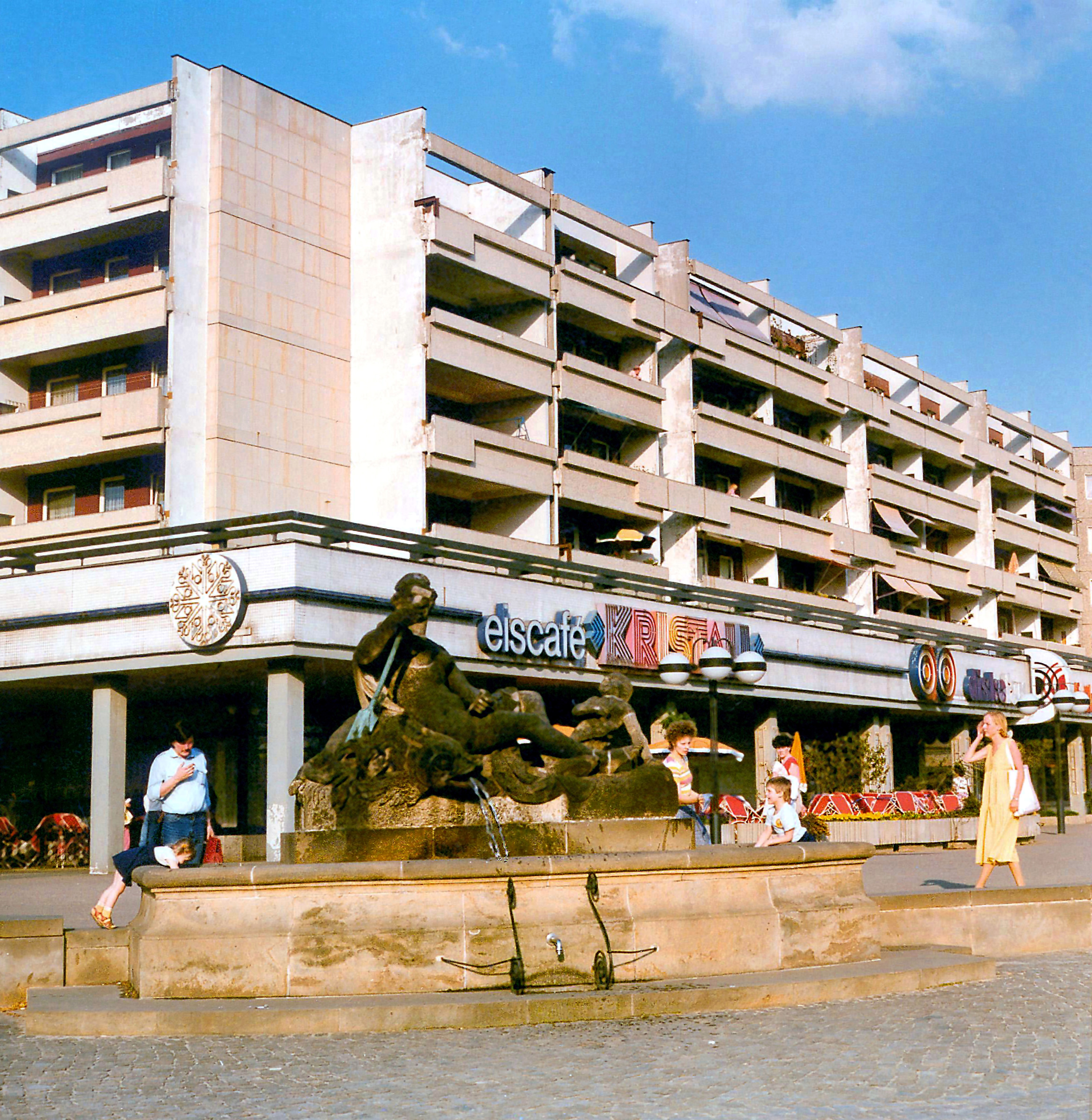
Östlicher Brunnen 1986

Zur Wiedereinweihung der Straße der Befreiung (Heute: Hauptstraße) und des Neustädter Markts 1979 erhielten die Brunnen jeweils etwa 12 Meter vom alten Standort entfernt ihren neuen Platz, nach einer abermaligen Instandsetzung durch Werner Hempel und dessen Sohn Christian Hempel. Um eine einheitliche Steinfärbung zu gewährleisten, erhielten die erneuerten Sandsteinteile eine künstliche Alterung. Die schmiedeeisernen Arbeiten führte Peter Bergmann (* 1938) aus.
Das Elbehochwasser 2002 beschädigte die Brunnen, sodass sie 2003 für 100.000 Euro saniert werden mussten. Unbekannte färbten 2015 das Brunnenwasser ein und beschmierten die Figuren mit rosa Farbe. Die Figuren des Brunnens erscheinen in den 2020er Jahren wieder stark verwittert.

## Aussehen
Auf beiden Eckbrunnen ist jeweils eine halb liegende Nymphe dargestellt, die von wasserspeienden Meerestieren und einem Knaben umspielt wird.  Das Wasser läuft in schwere Sandsteintröge. An den vorderen, knapp drei Meter breiten Postamenten sind kleine Wasserausläufe als Hundetränken angebracht.
Die beiden Brunnen haben einen ähnlichen Aufbau, unterscheiden sich aber in ihren Details. Die westliche Nymphe stützt sich auf einen Delfin. Neben ihr ist eine Putte mit einem Fisch auf der linken Schulter platziert, den die Nymphe zu streicheln scheint. Am rechten Bein der Nymphe lehnt eine Schriftrolle. Früher soll an der Stelle der Schriftrolle ein Ruder gewesen sein. Die östliche Nymphe stützt sich auf ein Stechpaddel. In der linken Hand hält sie eine Muschel. Neben der Nymphe befinden sich wieder ein Delfin und ein Knabe. Der Knabe scheint zu schreien, da ihn ein Krebs kneift.
Die beiden Brunnen sind heute symmetrisch zum Markt angeordnet.
Eine Zuschreibung der beiden Brunnen als allegorische Darstellungen der Elbe und der Weichsel in Bezug auf die Krönung Augusts des Starken zum König von Polen ist nicht nachzuweisen.

## Galerie

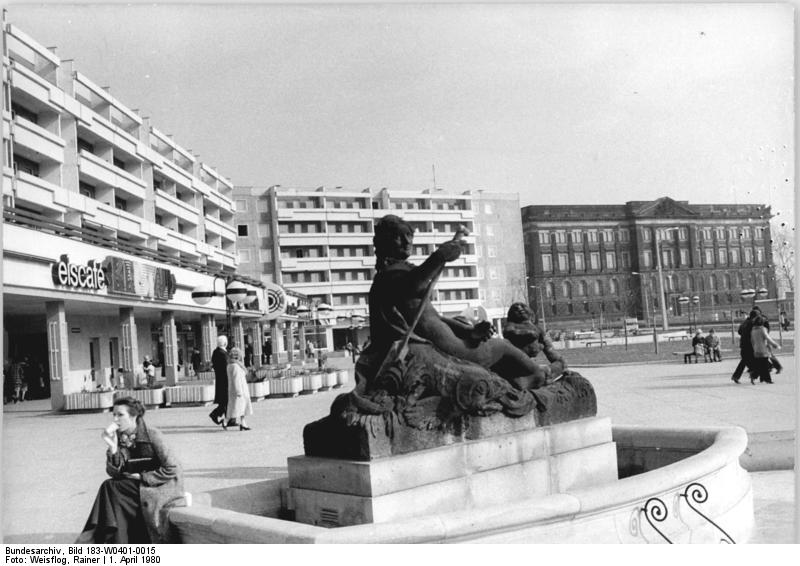
Östlicher Brunnen 1980
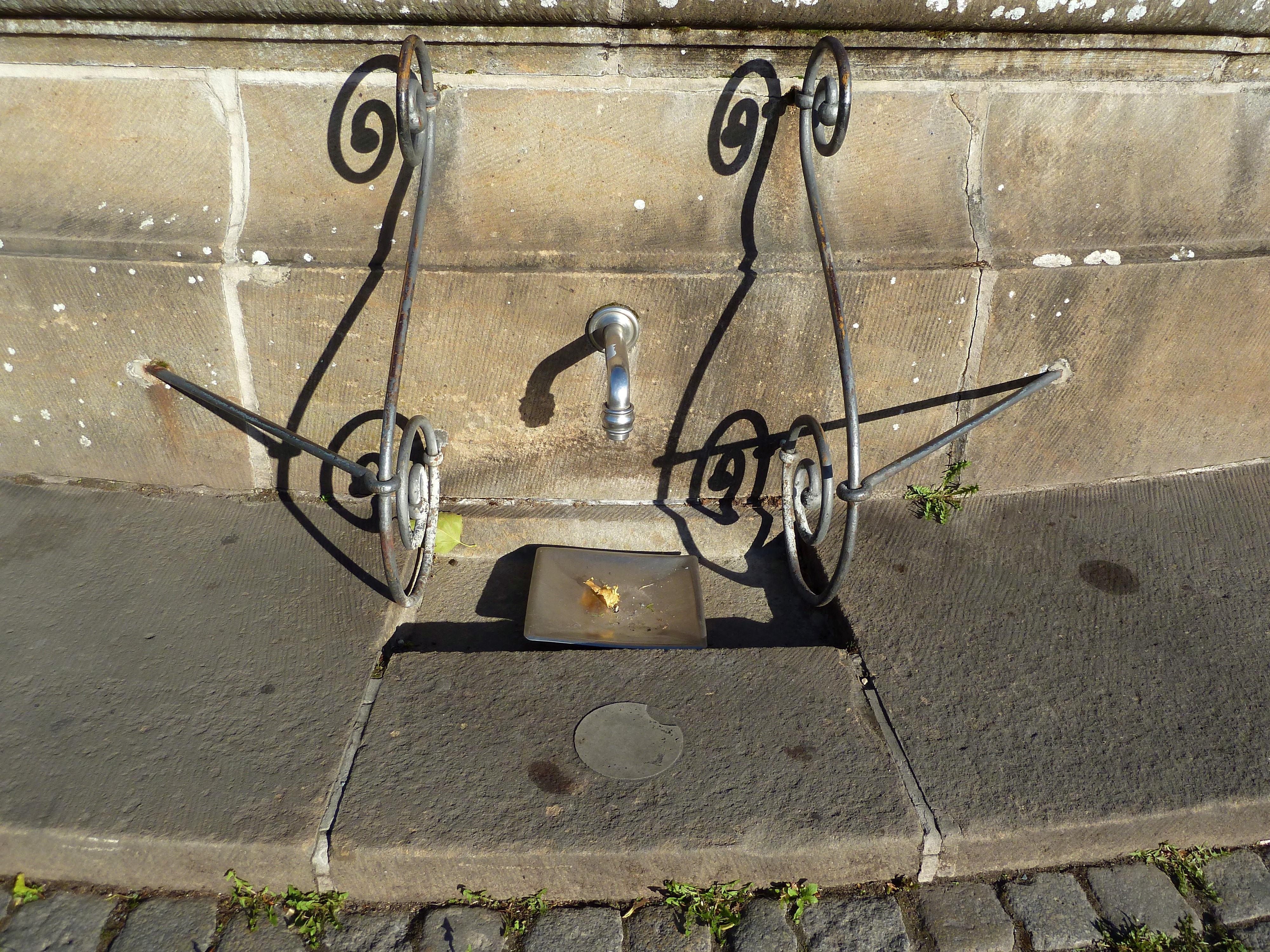
Hundetränke am östlichen Brunnen
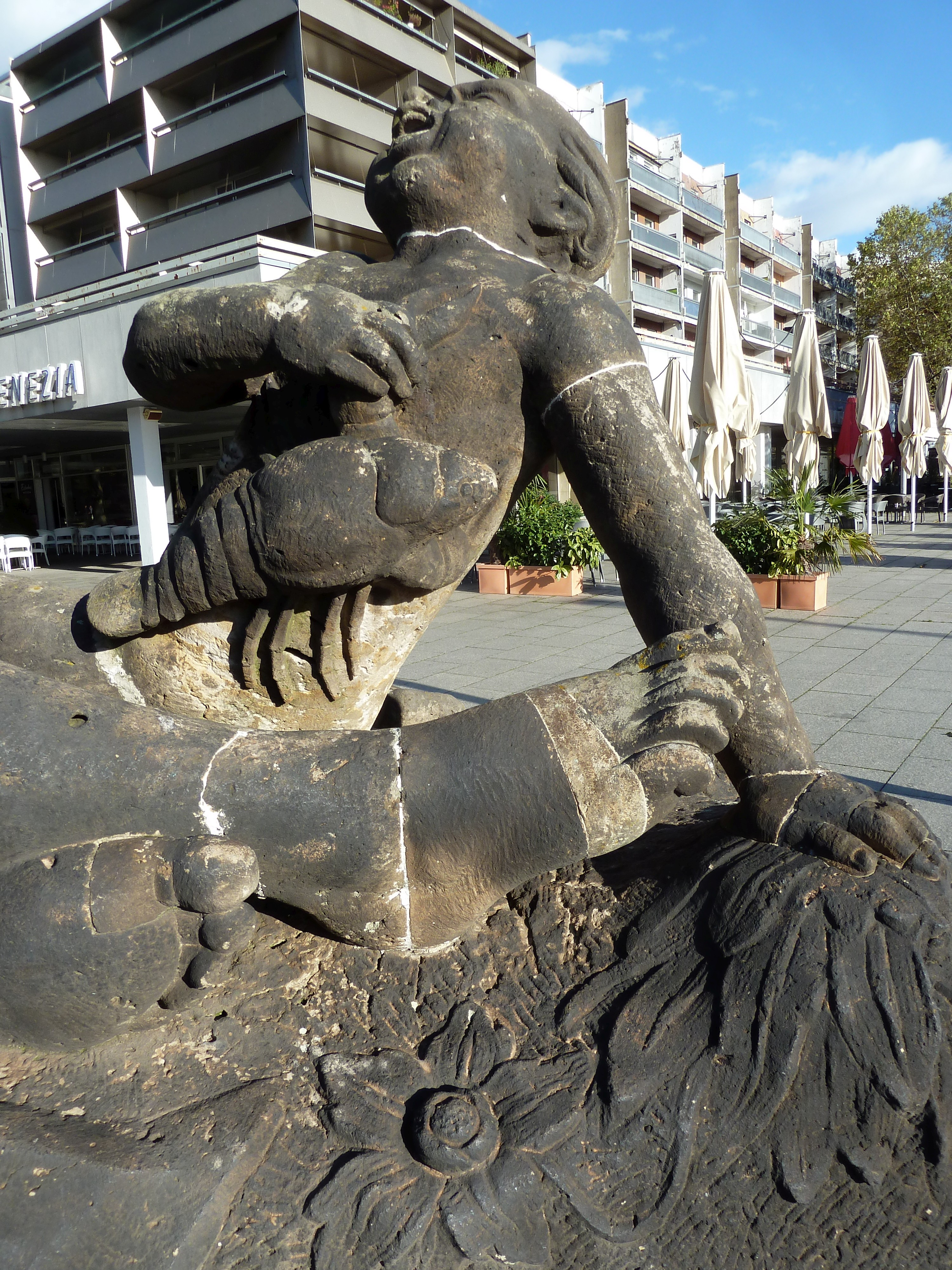
Krebs zwickt Knaben am östlichen Brunnen
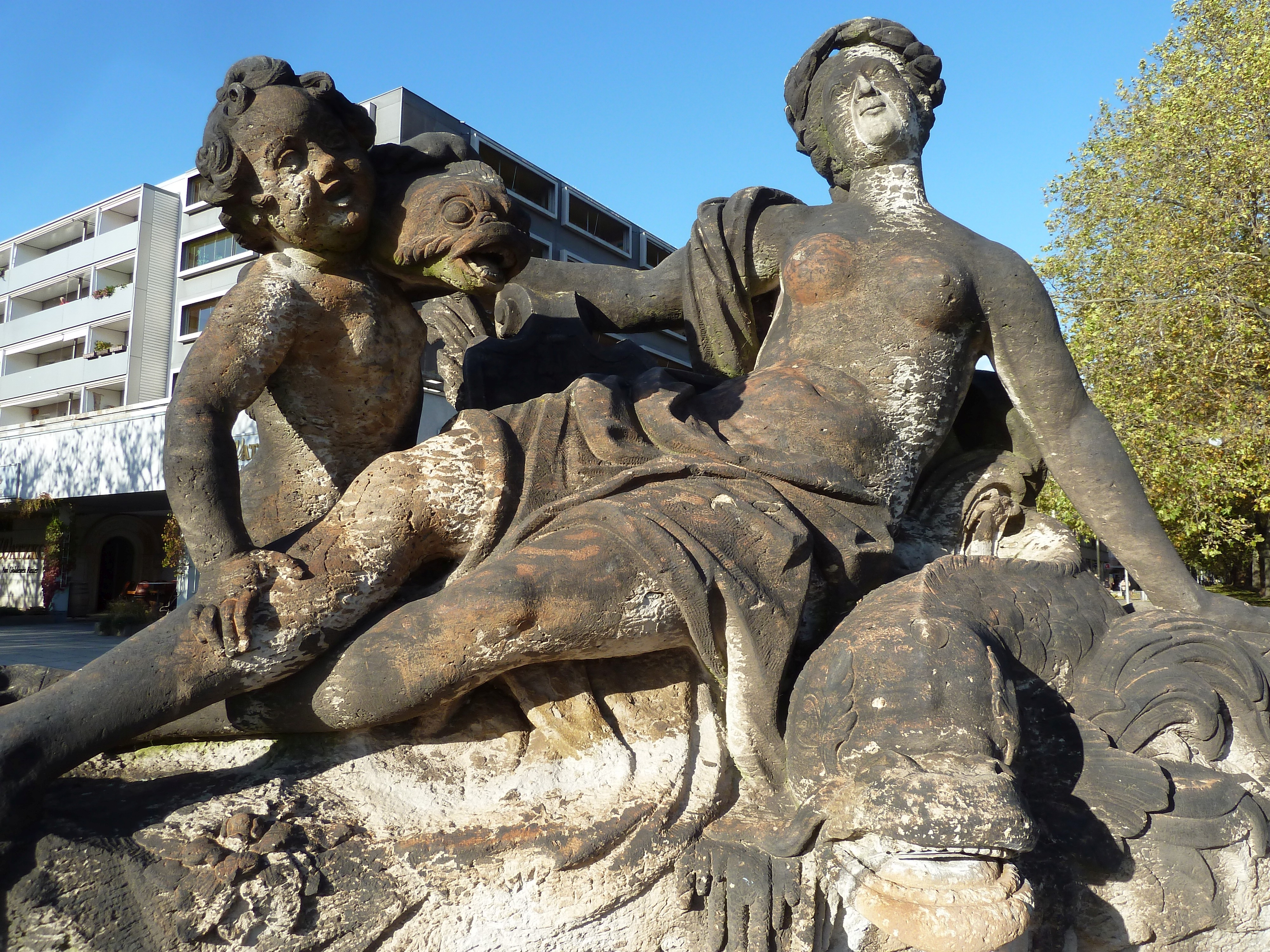
Westlicher Brunnen, Detail
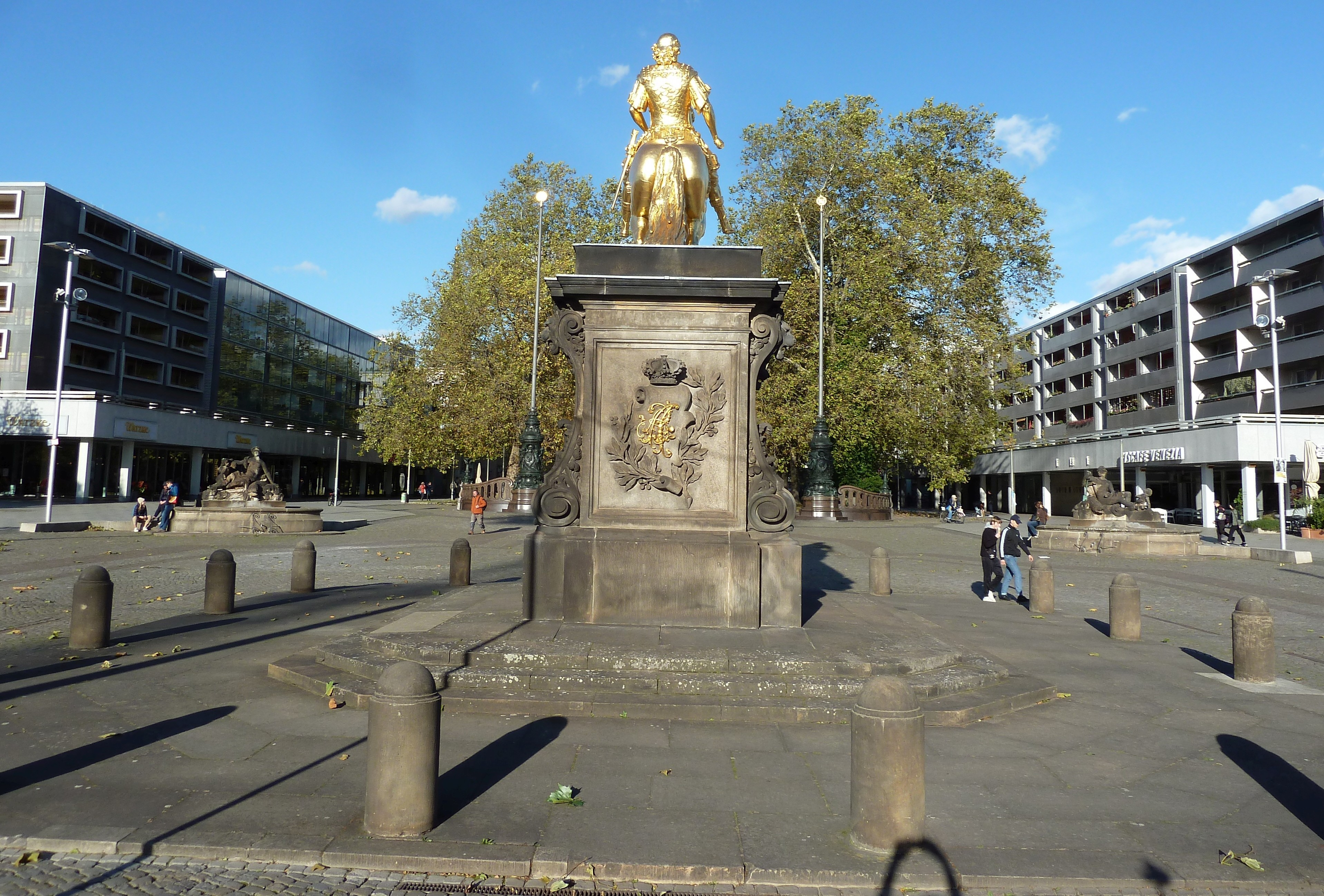
Platzansicht mit den beiden Brunnen 2021